# Носик Антон Борисович
Антон Борисович Но́сик (4 липня 1966, Москва, Російська РФСР — 9 липня 2017, Москва, Росія) — російський стартап-менеджер, журналіст, громадський діяч і популярний блогер (10-е місце в Рунеті за версією Яндекса).

## Життєпис
Антон Носик народився в Москві 4 липня 1966 року. Закінчив у 1989 Московський медичний стоматологічний інститут (лікувальний факультет, спеціальність «лікар загального профілю»).
У 1990 переїхав до Ізраїлю, де зайнявся журналістикою. Став відомим у 1996 році, коли почав вести рубрику про інтернет у російськомовній газеті «Вєсті». Згодом заснував власний мережевий огляд «Вечірній інтернет». У 1997 році повернувся до Росії, де став однією з найвідоміших медіаперсон Рунета.
Був редактором найбільших новинних інтернет-видань Росії: Vesti.ru, Lenta.ru, Gazeta.ru та NEWSru.com. Один з колишніх менеджерів холдингу Рамблер та служби блогів компанії SUP (брав участь у доробках сервісу LiveJournal), засновник благодійного фонду «Помоги.org».
З середини жовтня 2009 року зайняв посаду заступника генерального директора компанії «Об'єднані медіа» і, за сумісництвом, посада шеф-редактора Bfm.ru. 16 листопада 2011 Антон Носик став медіадиректором SUP Media, якій належить сервіс LiveJournal.